# Sauber C23
Chronologie des modèles (2004)
Sauber C22 Sauber C24
La Sauber C23 est la monoplace de Formule 1 de l'écurie Sauber, engagée au cours de la  saison 2004 de Formule 1. Elle est pilotée par l'Italien Giancarlo Fisichella et le Brésilien Felipe Massa. Le pilote d'essais est le Suisse Neel Jani.

## Historique
Écurie indépendante au sein d'une discipline de plus en plus liée aux grands constructeurs, Peter Sauber prouve que malgré de petits moyens, qu'il est encore possible de survivre au milieu des écuries officielles comme Ferrari, Toyota, Mercedes-Benz, BMW, Honda. Pour cela, l'écurie s'appuie tout de même sur l'équipe dominatrice du début des années 2000, Ferrari, en disposant du moteur de la saison précédente.
Pour 2004, Sauber s'assure d'un partenariat renforcé avec Ferrari : en effet, après l'âpre lutte de la saison 2003, marquée par la domination des pneus Michelin des écuries anglo-allemandes (Williams-BMW et McLaren-Mercedes-Benz) sur les Bridgestone équipant presque exclusivement les Ferrari, les stratèges italiens souhaitent disposer d'une équipe de bon niveau au sein du clan Bridgestone. 
Sauber bénéficie donc d'un transfert de technologie de la part de la Scuderia : pour la première fois, le moteur Ferrari rebadgé Petronas qui équipe la C23 n'est pas celui de la saison précédente mais bien le Ferrari Tipo 053 qui équipe les Ferrari F2004 de l'année en cours. Bien qu'officiellement ce partenariat se limite au complexe moteur-boîte, la C23 est quasiment une Ferrari F2003-GA de l'année précédente repeinte aux couleurs de Sauber. Elle s'en éloigne cependant à partir du Grand Prix d'Angleterre où d'importantes modifications développées par Sauber en interne sont introduites.
Sur le plan technique, l'équipe repart donc sur des bases connues et renforcée par la paire de pilotes expérimentés, Giancarlo Fisichella en provenance de Jordan Grand Prix et Felipe Massa, espoir de la Formule 1, qui a mûri après une année comme pilote-essayeur chez Ferrari.
Si la Scuderia Ferrari, en symbiose avec les pneus Bridgestone, écrase la concurrence, Sauber tarde à progresser. En quatre courses, un seul point est récolté, par Massa, au Grand Prix de Malaisie tandis que Fisichella est légèrement dominé par son coéquipier. Cependant les développements apportés à la C23 ainsi que quelques aménagements sur la voiture du pilote italien donnent le vrai départ de la saison à partir du Grand Prix d'Espagne où Fisichella termine septième et Massa neuvième.
À Monaco, Fisichella est victime d'un spectaculaire accrochage dans le premier tour alors que sa dixième position sur la grille pouvait lui faire espérer un bon résultat. Parti seizième, son équipier termine cinquième. Au Nürburgring, Fisichella termine sixième, Massa neuvième, et au Canada, les disqualifications des Toyota TF104 et des Williams FW26 offrent à l'Italien la quatrième place, le meilleur résultat de la saison de l'équipe suisse.
Au total les C23 marquent trente-quatre points (vingt-deux pour Fisichella, douze pour Massa) et Sauber se classe sixième du championnat. L'écurie suisse devance même, un temps à la mi-saison, l'écurie McLaren Mercedes. Enfin, Massa se qualifie en quatrième position aux départs des Grands Prix de Chine et du Brésil.
À l'issue de la saison, les performances de Fisichella lui valent d'être transféré chez Renault, Massa poursuivant pour une saison supplémentaire.

## Résultats en championnat du monde de Formule 1

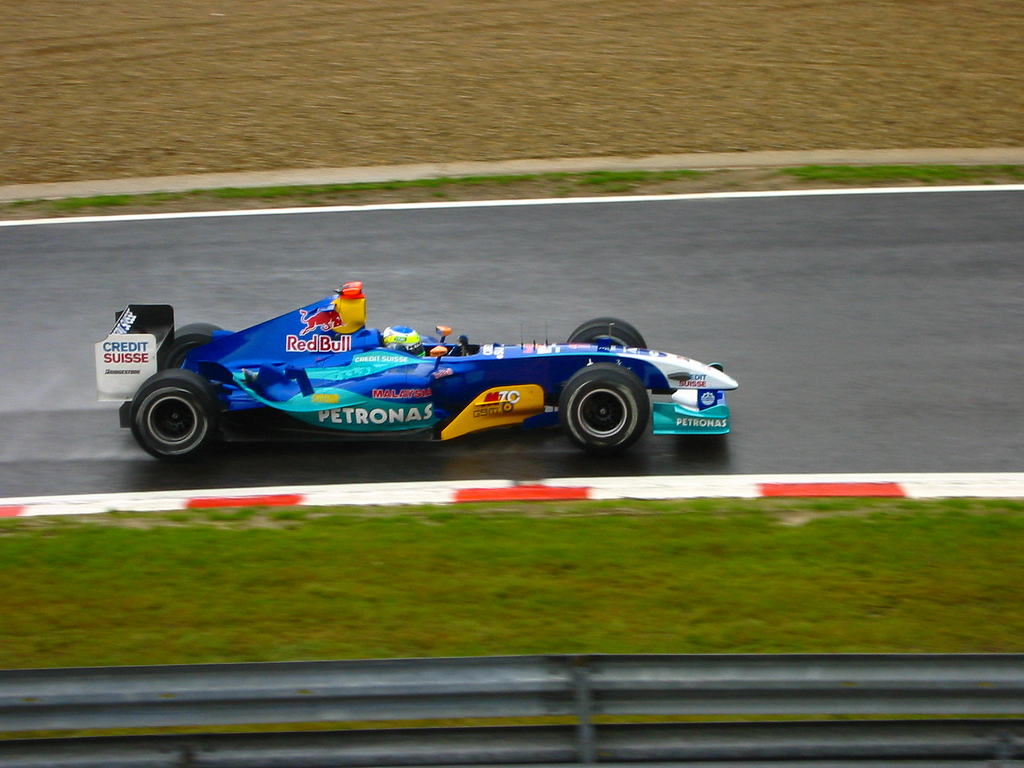
Giancarlo Fisichella à bord de la Sauber C23 au Grand Prix de Belgique 2004.

| Saison | Écurie          | Moteur       | Pneus       | Pilotes              | Courses | Courses | Courses | Courses | Courses | Courses | Courses | Courses | Courses | Courses | Courses | Courses | Courses | Courses | Courses | Courses | Courses | Courses | Points inscrits | Classement |
| Saison | Écurie          | Moteur       | Pneus       | Pilotes              | 1       | 2       | 3       | 4       | 5       | 6       | 7       | 8       | 9       | 10      | 11      | 12      | 13      | 14      | 15      | 16      | 17      | 18      | Points inscrits | Classement |
| ------ | --------------- | ------------ | ----------- | -------------------- | ------- | ------- | ------- | ------- | ------- | ------- | ------- | ------- | ------- | ------- | ------- | ------- | ------- | ------- | ------- | ------- | ------- | ------- | --------------- | ---------- |
| 2004   | Sauber Petronas | Petronas 04A | Bridgestone |                      | AUS     | MAL     | BAH     | SMR     | ESP     | MON     | EUR     | CAN     | USA     | FRA     | GBR     | ALL     | HON     | BEL     | ITA     | CHI     | JAP     | BRÉ     | 34              | 6e         |
| 2004   | Sauber Petronas | Petronas 04A | Bridgestone | Giancarlo Fisichella | 10e     | 11e     | 11e     | 9e      | 7e      | Abd     | 6e      | 4e      | 9e      | 12e     | 6e      | 9e      | 8e      | 5e      | 8e      | 7e      | 8e      | 9e      | 34              | 6e         |
| 2004   | Sauber Petronas | Petronas 04A | Bridgestone | Felipe Massa         | Abd     | 8e      | 12e     | 10e     | 9e      | 5e      | 9e      | Abd     | Abd     | 13e     | 9e      | 13e     | Abd     | 4e      | 12e     | 8e      | 9e      | 8e      | 34              | 6e         |

Légende : ici 